# Tico-tico-avermelhado
Tico-tico-avermelhado (Aimophila rufescens) é uma espécie de ave da família Emberizidae. Pode ser encontrada nos seguintes países: Belize, Costa Rica, El Salvador, Guatemala, Honduras, México e Nicarágua. Os seus habitats naturais são: florestas secas tropicais ou subtropicais, regiões subtropicais ou tropicais húmidas de alta altitude e matagal tropical ou subtropical de alta altitude.

## Galeria

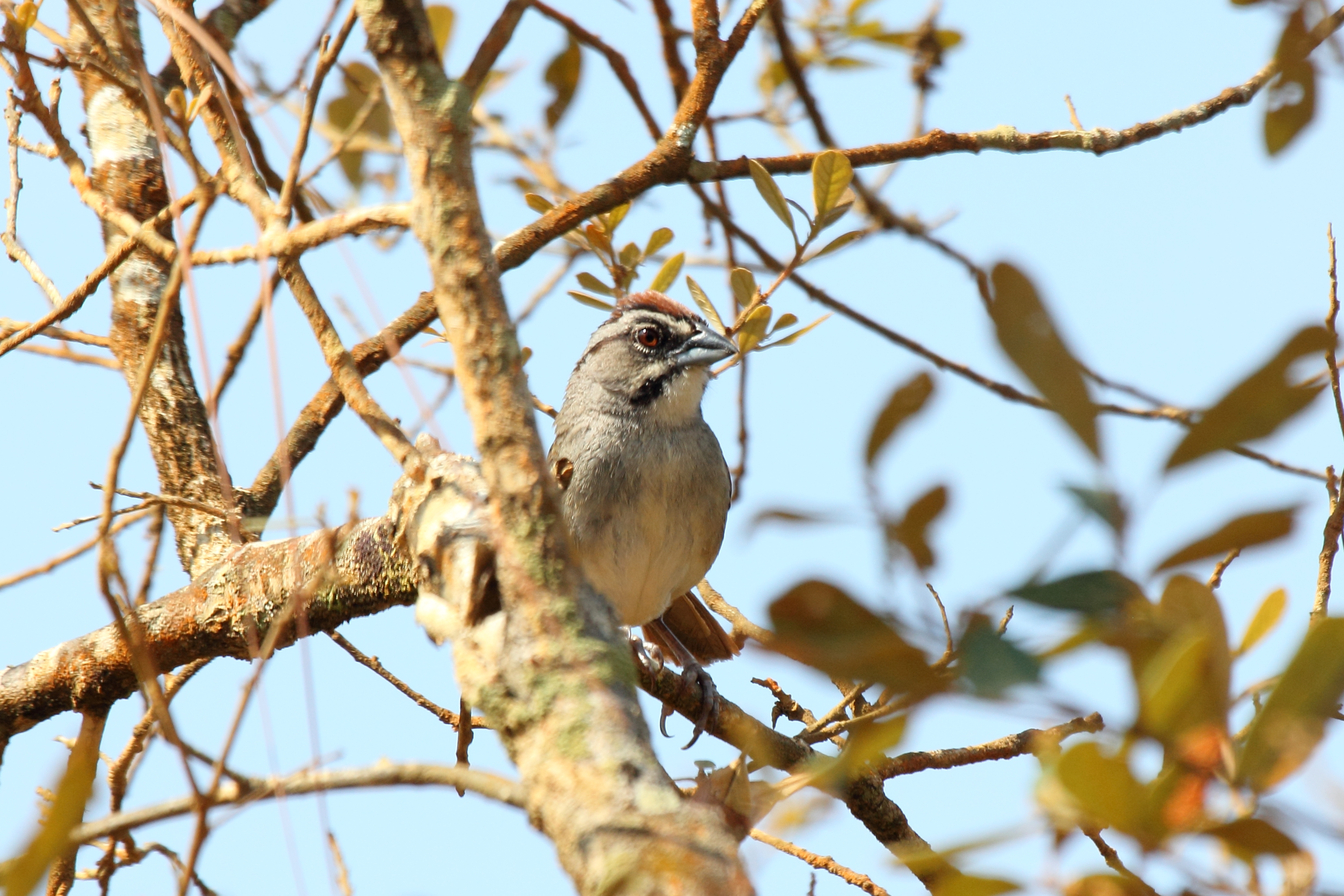
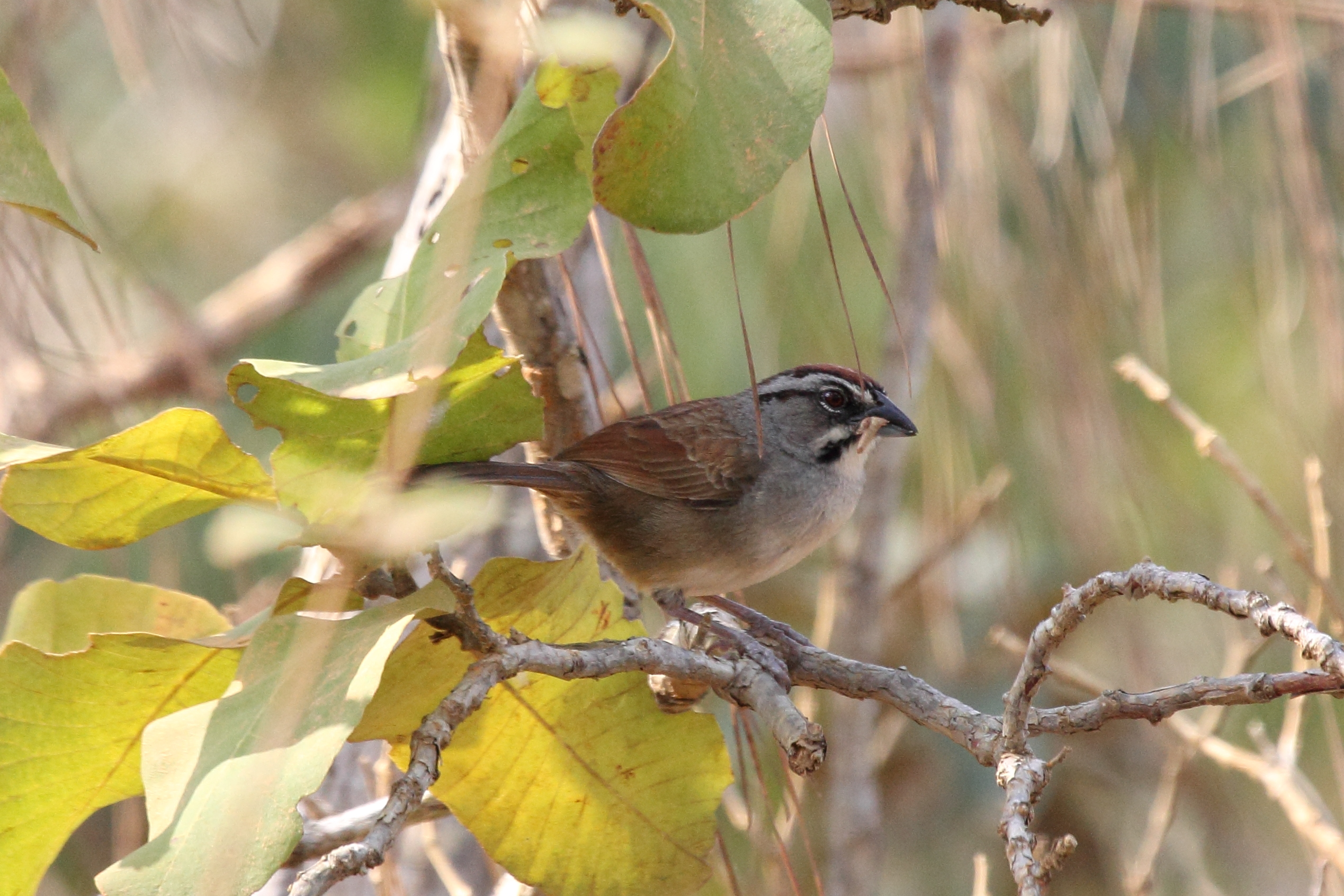